# Creu del cementiri d'Ur
La creu del cementiri d'Ur és una creu de cementiri feta de ferro forjat i datada del segle xvi. Havia tingut un Crist però ha desaparegut. Els braços acaben en flors de lis, i l'extrem superior en una flor de lis que s'expandeix en tres branques i amb fruits. La creu està instal·lada sobre una columna vuitavada de granit ricament emmotllurada.

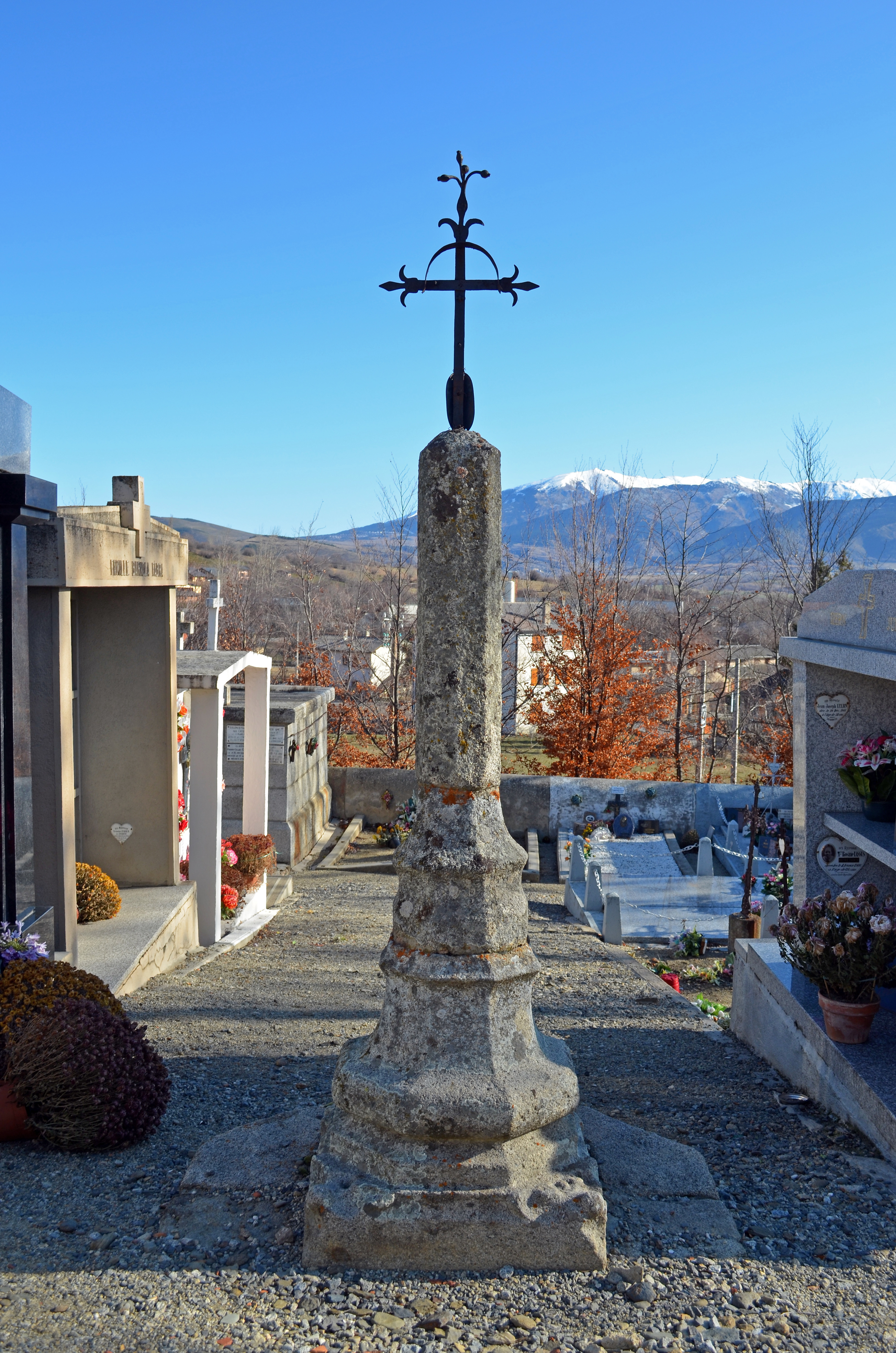
La creu amb la seva columna.